# Thicker than Water (1935)
Thicker Than Water is een korte film van Laurel en Hardy uit 1935. Het is de laatste korte film van het duo. Hierna zouden ze alleen nog lange films maken.

## Verhaal
In aanwezigheid van Stan en een schuldeiser (James Finlayson) maakt Ollie ruzie met zijn vrouw over de afbetaling van het meubilair en de huur die Stan moet betalen. Stan raadt Ollie aan om het spaargeld van de bank te halen en het meubilair in één keer af te betalen. Ollie's vrouw ziet niets in het plan maar Ollie doet het toch achter haar rug om. Nadat Stan en Ollie het geld van de bank hebben gehaald komen ze op een veiling terecht waar ze voor een dame op een enorme staartklok bieden. Dat gaat uiteraard fout: Stan en Ollie bieden tegen elkaar en de dame komt niet meer terug. Voor bijna al het spaargeld moeten ze de klok kopen van veilingmeester James Finlayson en bij een kruispunt wordt de klok aan barrels gereden. Thuis is mevrouw Hardy in alle staten en slaat hem met een koekenpan het ziekenhuis in. Ollie heeft een bloedtransfusie nodig en Stan heeft de juiste bloedgroep. De transfusie-machine explodeert echter en ze krijgen elkaars bloed en ook elkaars karakter. Ze dragen elkaars kleren en doen elkaars typerende bewegingen en uitspraken na.

## Rolverdeling
| Acteur          | Personage            |
| --------------- | -------------------- |
| Stan Laurel     | Stanley              |
| Oliver Hardy    | Ollie                |
| Daphne Pollard  | Mrs. Daphne Hardy    |
| James Finlayson | Mr. Finlayson        |
| Harry Bowen     | veilingmeester       |
| Ed Brandenburg  | bankbediende         |
| Allan Cavan     | Dr. F. D. Allen      |
| Baldwin Cooke   | ziekenhuisbezoeker   |
| Lester Dorr     | man op veiling       |
| Bess Flowers    | verpleegster         |
| Gladys Gale     | bieder               |
| Grace Goodall   | verpleegster Goodall |
| Charlie Hall    | bankbediende         |